# آنا فيهير (ممثل)
آنا فيهير (بالمجرية: Fehér Anna)‏ (و. 1958  م) هي ممثلة مجرية، ولدت في بودابست.

## التعليم
تعلمت في جامعة الفنون المسرحية والسينمائية (حتى 1981)
.

## جوائز
حصلت على جوائز منها:
- نيشان الفنون والآداب من رتبة قائد (17 يناير 2013)[3]
- جائزة المنافسة العامة  [لغات أخرى]‏ (1946)

## وصلات خارجية
- آنا فيهير على موقع IMDb (الإنجليزية)
- آنا فيهير على موقع قاعدة بيانات الفيلم (الإنجليزية)

- آنا فيهير في قاعدة بيانات الأفلام على الإنترنت